# Nguyễn Huy Hoàng (natation)
Ne doit pas être confondu avec Nguyễn Huy Hoàng (football).
Nguyễn Huy Hoàng (né le 10 juillet 2000) est un nageur vietnamien.

## Carrière
Il remporte deux médailles lors des Jeux asiatiques de 2018 à Jakarta. Il y bat notamment le record national du 1 500 m nage libre en 15 min 1 s 63, en étant battu seulement par Sun Yang. Il remporte le titre du 800 m lors des Jeux olympiques de la jeunesse de 2018 à Buenos Aires.
Il est nommé porte-drapeau de la délégation vietnamienne aux Jeux olympiques d'été de 2020 à Tokyo par le Comité olympique du Viêt Nam, avec l'athlète Quách Thị Lan.